# Sibuntuon Parpea
Sibuntuon Parpea is een bestuurslaag in het regentschap Humbang Hasundutan van de provincie Noord-Sumatra, Indonesië. Sibuntuon Parpea telt 2400 inwoners (volkstelling 2010).